# Paralbunea manihinei
Paralbunea manihinei is een tienpotigensoort uit de familie van de Albuneidae. De wetenschappelijke naam van de soort is voor het eerst geldig gepubliceerd in 1977 door Serène.